# Ainias Smith
Ainias Smith (Missouri City, 31 maggio 2001) è un giocatore di football americano statunitense che milita nel ruolo di wide receiver per i Philadelphia Eagles della National Football League (NFL).

## Carriera universitaria
Nella sua prima stagione a Texas A&M nel 2019, Smith giocò principalmente come wide receiver e fu il kick returner principale della squadra, terminando con 22 ricezioni per 248 yard e 3 touchdown. Nel Texas Bowl 2019 giocò come running back e corse 54 yard su 7 possessi nella vittoria per 24-21 su Oklahoma State. Passò stabilmente nel ruolo di running back prima dell'inizio della sua seconda stagione. Chiuse l'annata con 293 yard corse e 4 touchdown su 49 possessi e ricevette anche 43 passaggi, guidando la squadra con 564 yard ricevute e segnò sei touchdown su ricezione. Nel 2023 fu inserito nella formazione ideale della Southeastern Conference (SEC).

## Carriera professionistica

### Philadelphia Eagles
Smith fu scelto nel corso del quinto giro (152º assoluto) del Draft NFL 2024 dai Philadelphia Eagles. Nella sua prima stagione fece registrare 7 ricezioni per 41 yard e un touchdown in 7 presenze, di cui una come titolare.

## Palmarès
- Super Bowl : 1

Philadelphia Eagles: LIX
- National Football Conference Championship:1

Philadelphia Eagles: 2024

## Vita privata
È il fratello del defensive back della NFL Maurice Smith.